# Mary Summer
Marie Filon (1842-1902), más conocida por su pseudónimo Mary Summer, fue una literata e historiadora francesa.
Es reconocida por sus estudios orientalistas y sus novelas, así como por ser la esposa del reconocido tibetólogo Philippe-Édouard Foucaux.

## Biografía
Marie Filon viene de una familia de la pequeña burguesía. Era hija de Charles Auguste Désiré Filon, historiador francés de renombre y de Marie Théodorine Sandrie-des-Fosses con quien éste se había casado el 25 de agosto de 1828. La pareja tendrá tres hijos: François Gabriel (nacido en 1835), Pierre-Marie Augustin (nacido en 1841) y Marie. Augustin se convertirá luego en el preceptor del príncipe imperial en 1867 y redactará prefacios para ciertas obras de su hermana, Mary Summer.
Poco sabemos de Mary Summer a la edad adulta, excepto que se casó con Philippe-Édouard Foucaux, el tibetólogo francés autor de la primera gramática tibetana en francés. Su marido fue elegido miembro del Collège de France en 1862.
Mary Summer también se convierte en una reconocida orientalista, si nos basamos en las numerosas obras que publicó en este ámbito.

## Obras
• Les religieuses bouddhistes depuis Sakya-Mouni jusqu'à nos jours. Paris: Ernest Leroux, 1873.
• Histoire du Bouddha Sâkya-Mouni, depuis sa naissance jusqu’à sa mort. Paris: Ernest Leroux, 1874.
• Contes et légendes de l’Inde ancienne. Paris: Ernest Leroux, 1878.
• Les héroïnes de Kalidasa et les héroïnes de Shakespeare. Paris: Ernest Leroux, 1879.
• Le Dernier amour de Mirabeau. Paris: C. Lévy, 1884.
• Le Roman d'un académicien, histoire vraie du XVIIIe siècle. Préface d'Augustin Filon. Paris: A. Lemerre, 1896.
• Quelques salons de Paris au XVIIIe siècle…Paris : L.-H. May, [sin fecha de publicación conocida.].